# Santa Fé de Minas (ort)
Santa Fé de Minas är en ort i Brasilien.   Den ligger i kommunen Santa Fé de Minas och delstaten Minas Gerais, i den sydöstra delen av landet, 290 km öster om huvudstaden Brasília. Santa Fé de Minas ligger 505 meter över havet och antalet invånare är 3 979.
Terrängen runt Santa Fé de Minas är huvudsakligen platt. Santa Fé de Minas ligger nere i en dal. Trakten runt Santa Fé de Minas är nära nog obefolkad, med mindre än två invånare per kvadratkilometer.. Det finns inga andra samhällen i närheten.
Omgivningarna runt Santa Fé de Minas är huvudsakligen savann.